# Gastrostomobdellidae
Gastrostomobdellidae ist der Name einer Familie von räuberisch an Land oder amphibisch lebenden Egeln in der Ordnung der Schlundegel, die in Südostasien verbreitet sind und insbesondere Regenwürmer fressen.

## Merkmale
Die oft lebhaft rot gefärbten Egel der Familie Gastrostomobdellidae haben meist eine zylindrische, an Regenwürmer erinnernde Körperform. Der lange, muskulöse, gerade gestreckte und röhrenförmige Pharynx weist keinerlei kiefer- oder zahnartige Strukturen auf. Der dem Speichermagen (Kropf) blutsaugender Egel homologe Darmabschnitt ist röhrenförmig und hat in Anpassung an die räuberische Lebensweise keine Blindsäcke mit Ausnahme eines Paars sehr kleiner Postcaeca im 19. Segment. Die Egel besitzen am Bauch eine Bauchöffnung (Gastropore), die in oder neben dem Clitellum vom Darmkanal nach außen mündet und deren Funktion noch nicht geklärt ist. Die Egel haben 16 Paar Nephridienausgänge. Die zwittrigen Tiere besitzen zahlreiche Hoden, einfache Spermiengänge und ein kleines, nicht muskulöses männliches Atrium. Die Eierstöcke sind länglich, röhrenförmig oder sackartig. Die Zahl der Ringel zwischen der männlichen und der weiblichen Geschlechtsöffnung variiert je nach Art und kann beispielsweise 9 (Gastrostomobdella vagabunda) oder auch bloß 6 bis 7 (Gastrostomobdella monticola) betragen.

## Verbreitung, Lebensraum und Lebensweise
Die Vertreter der Gastrostomobdellidae sind in der indomalayischen Region von Indien bis nach Malaysia und Indonesien verbreitet. Sie leben amphibisch oder als Landbewohner am Boden von Wäldern. Die Egel ernähren sich räuberisch von anderen Ringelwürmern, insbesondere Regenwürmern. Die Beute wird mithilfe des muskulösen Pharynx als Ganzes verschluckt.
Zu den auffälligsten, größten und daher bekanntesten Arten der Gattung Gastrostomobdella gehört die bis 10 cm lange Gastrostomobdella monticola, die in den malaysischen Provinzen Sarawak und Sabah auf der Insel Borneo am Boden der Bergwälder unter anderem an den Hängen der Berge Murud und Poi zu finden ist und auch große Regenwürmer erbeutet. Eine weitere Art ist die auf der Malaiischen Halbinsel verbreitete Gastrostomobdella vagabunda. Die Gattung Gastrostomobdella ist darüber hinaus auf Sumatra vertreten.

## Fortpflanzungszyklus
Wie alle Egel sind die Gastrostomobdellidae Zwitter, die sich als Schlundegel durch gegenseitige Injektion von Pseudopermatophoren (hypodermische Insemination) begatten. Durch das Clitellum wird ein Eikokon aus Schleim gebildet, in den das Muttertier die befruchteten Eier legt. Aus diesen schlüpfen fertig entwickelte kleine Egel.

## Systematik
John Percy Moore wählte 1929 bei seiner Beschreibung der Gattung Gastrostomobdella diesen Namen mit der Bedeutung „Bauchmund-Egel“ (altgriechisch γαστήρ gastḗr „Bauch, Magen“, griechisch στόμα stóma „Mund“ und griechisch βδέλλα bdélla „Egel“), da die zu dieser Gattung zählenden Egel am Bauch eine Gastropore („Bauchöffnung“: πόρος „Öffnung“) besitzen. Es gibt in der Unterordnung der Schlundegel mindestens 4 Gattungen von Egeln mit Gastroporen, die sich bei einigen am Rücken und bei anderen am Bauch befinden: Trematobdella (altgriechisch τρῆμα „Öffnung“), Foraminobdella (lateinisch foramen „Öffnung“), Acrabdella (altgriechisch ἄκρα „Spitze“), Gastrostomobdella. Zu diesen vier kann noch die von Laurence R. Richardson 1971 aufgestellte monotypische Gattung Kumabdella mit der in Japan verbreiteten einzigen Art Kumabdella octonaria alias Orobdella octonaria gezählt werden, deren Status als Gattung jedoch unter anderem von Roy T. Sawyer und von Takafumi Nakano verneint wird.
Die Gattungen mit Gastroporen wurden 1913 vom schwedischen Zoologen Ludvig Johansson zur Familie Trematobdellidae zusammengefasst, obwohl sie außer der Gastropore kaum besondere Gemeinsamkeiten haben. Richardson beschränkte deswegen 1971 bei seiner Beschreibung der Familie Gastrostomobdellidae diese auf die beiden Gattungen Gastrostomobdella und Kumabdella, bei denen sich die Gastropore am Bauch befindet, während er die Gattungen mit Gastroporen am Rücken – Trematobdella, Foraminobdella und Acrabdella – weiterhin zu den Erpobdellidae zählte. Bei Ablehnung der Gattung Kumabdella zählt zur dann monogenerischen Familie Gastrostomobdellidae allein die Typusgattung Gastrostomobdella.